# Beli Ier de Strathclyde
Beli Ier de Strathclyde roi des Bretons de Strathclyde mort en 627.

## Origine
Dans la généalogie des rois de Strathclyde ou d’Ath Clut du manuscrit Harleian MS 3859, Beli est désigné comme le fils de Neithon et le père d’Eugein
Le roi des Pictes Brude mac Beli est de son côté considéré comme « le fils du roi de Dumbarton » (mac righ Ala Cluaithi) dans la version irlandaise de la Vie d’Adomnan. Brude et Eugein devaient donc être frères ou plutôt demi-frères avec une différence d'âge assez importante. Beli peut également être identifié avec le « Belin » dont la mort est relevée en 627 par les Annales Cambriae. Il est peut-être également le « Beli » qui est mentionné dans Y Gododdin et/ou le « Belyn de Lliyn  » de la triade n°62 des Triades galloises.
Brude mac Beli est par ailleurs dénommé « Fratuelus » (i.e cousin) de son ennemi le roi Ecgfrith de Northumbrie qu’il défait et tué à la Bataille de Nechtansmere en 685 Cette parenté était peut être liée la princesse bretonne Riemmelth, fille de Royth, l’épouse du père d’Ecgfrith de Northumbrie Oswy ou plus simplement au fait que Beli aurait lui-même contracté un mariage avec une princesse de Northumbrie, sœur du roi Talorgan mac Enfret.

## Sources
- (en) Peter Bartrum, A Welsh Classical Dictionary : People in History and Legend Up to about A.D. 1000, Aberystwyth, National Library of Wales, 1993, 649 p. (ISBN 978-0-907158-73-8), p. 42  BELI ap NEITHON, king of Strathclyde. (570)
- (en) J.M.P. Calise Pictish Soourcebook, Documents of Medieval Legend and Dark Age History Greenwood Press (Londres 2002)  (ISBN 0-313-32295-3) « Beli map Neithon » p. 183
- (en) Alan MacQuarrie, The Kings of Strathclyde 400-1018 dans Medieval Scotland: Crown Lorship and Community, Essay. Ouvrage collectif présenté par G.W.S. Barrow. Pages de 1 à 19 & Table page 6 Edinburgh University Press (1998)  (ISBN 0-7486-1110-X).